# حسن أحمد (عارض)
حسن أحمد (بالإنجليزية: Hasan Ahmed)‏ هو عارض باكستاني، ولد في 14 أبريل 1982 في كراتشي في باكستان.

## وصلات خارجية
- حسن أحمد على موقع IMDb (الإنجليزية)